# Serguei Prado
Serguei Prado   (Santa Clara, 9 de març de 1974) fou un futbolista cubà de la dècada de 2000.
Fou 30 cops internacional amb la selecció de Cuba.
Pel que fa a clubs, destacà a FC Villa Clara i Flekkerøy IL.